# Autopistas de Pakistán

Pakistán

Pakistán  es  el  primer  país  de  Asia del  Sur que  tiene  autopistas  de  alto  nivel. 
La primera  fue  construida en 1997,  durante el mandato  de  Nawaz  Sharif y en  este  momento  Pakistán cuenta ya con cinco  autopistas  en  funcionamiento y otras  tres en construcción, además de dos  en  proyecto.  
Se trata en todos los casos de vías rápidas a las que se accede mediante de peaje. 

## Autopistas
- La M2  (367 km)   con  6  vías, empieza en la capital  del  país  Islamabad y llega  hasta  Lahore  capital  de la provincia  de  Punjab.
- La M1 (154 km), de  6  vías, nos lleva  desde  Islamabad  hasta Peshawar.
- La M3 (54 km) de 4 vías transita desde Pindi Bhattian  hasta  Faisalabad.
- La  M4 (233 km) con 4  vías, va  desde Faisalabad  a Multan
- La  M5 lleva desde  Multan  a Dera Ghazi Khan.
- La  M6 recorre el Sur: desde  Dera Ghazi Khan  a Ratodero.
- La M7 lleva  desde  Ratodero  a Karachi
- La  M8 de Ratodero a  Gwadar.
- La  M9 se encuentra  entre Hyderabad y  Karachi.
- La M10 (57km) va de Karachi  a  Northern  Bypas (circunvalación que permite acceder al puerto de Karachi).

Dos autovías  se  encuentran  en  Proyecto:  
- Una de Sialkot  a Lahore
- Otra de  Islamabad a  Murree y Muzaffarabad, capital  de la Cachemira pakistaní.

- Datos: Q5712734